# Trindon Holliday
Trindon Holliday (Zachary, 27 aprile 1986) è un giocatore di football americano statunitense che gioca nei ruoli di wide receiver e kick returner per i New York Giants della National Football League (NFL). Fu scelto nel corso del sesto giro (197º assoluto) del draft NFL 2010 dagli Houston Texans. Al college giocò a football all’Università della Louisiana.

## Carriera professionistica

### Houston Texans
Holliday fu scelto nel corso del sesto giro del Draft 2010 dagli Houston Texans. Malgrado la sua velocità, Trindon faticò nei ritorni di kickoff nella pre-stagione. In seguito fu inserito in lista infortunati a causa di una frattura al pollice. Il 3 settembre 2011 fu tagliato ma successivamente firmò per far parte della squadra di allenamento. Il 5 ottobre il suo contratto scadde ma successivamente rifirmò e fu promosso nel roster attivo, solo per essere tagliato nuovamente il 25 ottobre.
Nella prima gara di pre-stagione 2012 contro i Carolina Panthers, Holliday ritornò un kickoff in un touchdown. La settimana successiva contro i San Francisco 49ers ritornò un punt in untouchdown. Nella gara finale della pre-stagione contro i Minnesota Vikings, Holliday segnò il terzo touchdown in quattro gare dopo il ritorno di un punt per 36 yard. Dopo la grande pre-stagione, Trindon entrò nei 53 uomini del roster per l'inizio della stagione regolare venendo nominato ritornatore titolare sui punt e sui kickoff. Il 10 ottobre 2012 fu svincolato dai Texans.

### Denver Broncos
L'11 ottobre 2012, Holliday firmò coi Denver Broncos. Il 15 ottobre nella sua prima gara coi Broncos, Holliday perse un fumble sul ritorno di un punt nel primo quarto della partita. Il 4 novembre ritornò un kickoff per 105 yard in touchdown contro i Cincinnati Bengals stabilendo il record di franchigia dei Broncos. L'11 novembre 2012 contro i Carolina Panthers ritornò un punt per 76 yard in touchdown. La stagione regolare 2012 di Holliday si concluse da imbattuto dal momento che in cui i Texas lo svincolarono si trovavano su un record di 5-0, mentre quando fu acquisito da Denver, la squadra vinse le ultime undici gare consecutive della stagione.
Il 12 gennaio 2013, Holliday ritornò un punt contro i Baltimore Ravens per 90 yard in touchdown, il più lungo nella storia dei playoff della NFL. Nel terzo quarto della stessa partita ritornò un kickoff per 104 yard in un altrotouchdown. Egli divenne il primo giocatore nella storia della NFL a ritornare un punt e un calcio nella stessa partita di playoff. Quelli furono anche, rispettivamente, il primo punt ritornato in touchdown della storia dei playoff dei Broncos e anche il primo kickoff ritornato in touchdown nei playoff dalla franchigia. In totale guadagnò 256 yard sui ritorni ma i Broncos persero 38-35 dopo due tempi supplementari.
Nella settimana 2 della stagione 2013, Holliday ritornò un punt per 81 yard in touchdown contro i New York Giants. A fine mese fu premiato come miglior giocatore degli special team della AFC di settembre.

## Vittorie e premi

### Franchigia
- American Football Conference Championship: 1

Denver Broncos: 2013

### Individuale
- Giocatore degli special team della AFC del mese: 1

settembre 2013

## Statistiche
| Partite totali             | 16    |
| Partite totali da titolare | 0     |
| Yard su ricezione          | 17    |
| Touchdown su ricezione     | 0     |
| Yard su ritorno            | 1.033 |
| Touchdown su ritorno       | 2     |

Statistiche aggiornate al 13 gennaio 2013